# Powiat Pucki

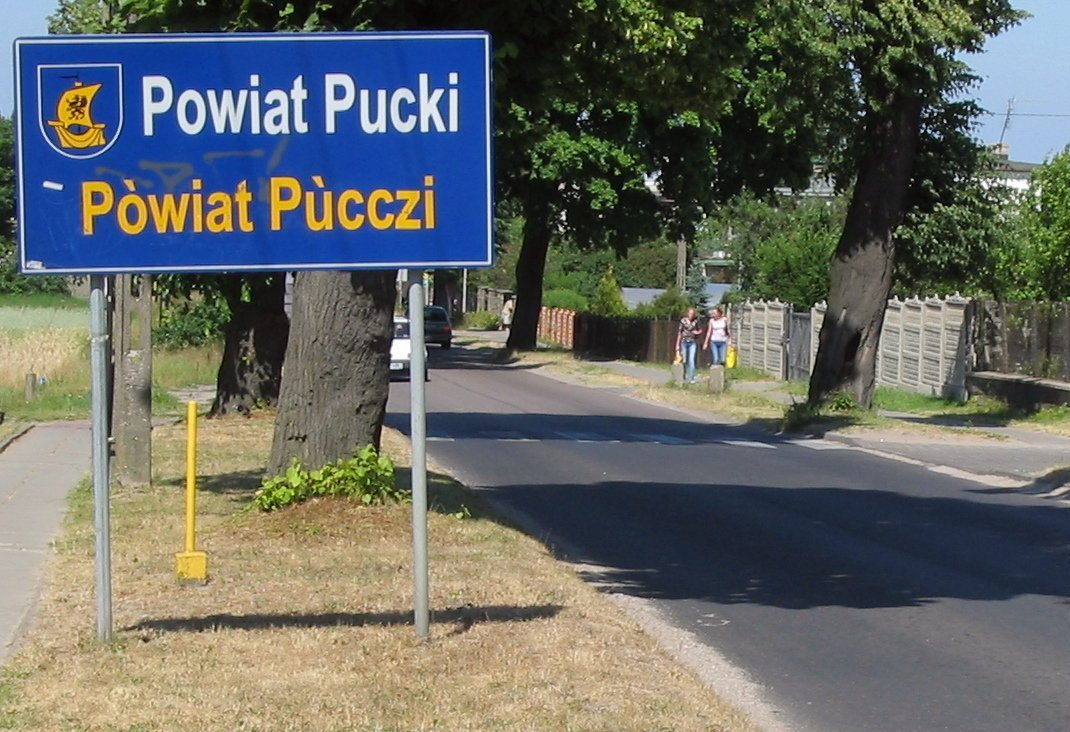
Zweisprachiges (polnisch/kaschubisch) Landkreisschild

Der Powiat Pucki (kaschubisch Pùcczi kréz) ist ein Powiat (Kreis) in der polnischen Woiwodschaft Pommern. Der Powiat hat eine Fläche von 577,85 km², auf der etwa 84.000 Einwohner leben.

## Städte und Gemeinden
Der Powiat umfasst sieben Gemeinden, davon zwei Stadtgemeinden, zwei Stadt-und-Land-Gemeinden und drei Landgemeinden.

### Stadtgemeinden
- Hel (Hela)
- Puck (Putzig)

### Stadt-und-Land-Gemeinden
- Jastarnia (Heisternest)
- Władysławowo (Großendorf)

### Landgemeinden
- Kosakowo (Kossakau)
- Krokowa (Krockow)
- Puck (Putzig)

## Nachbarkreise
|                                            | Ostsee                                      |  |
| Powiat Wejherowski Neustadt in Westpreußen | Kompassrose, die auf Nachbargemeinden zeigt |  |
|                                            | Gdynia Gdingen                              |  |

## Partnerschaften
- Der Powiat unterhält seit 2001 eine Kreispartnerschaft mit dem Landkreis Trier-Saarburg.[2]